# Wera Ignatjewna Gedroiz

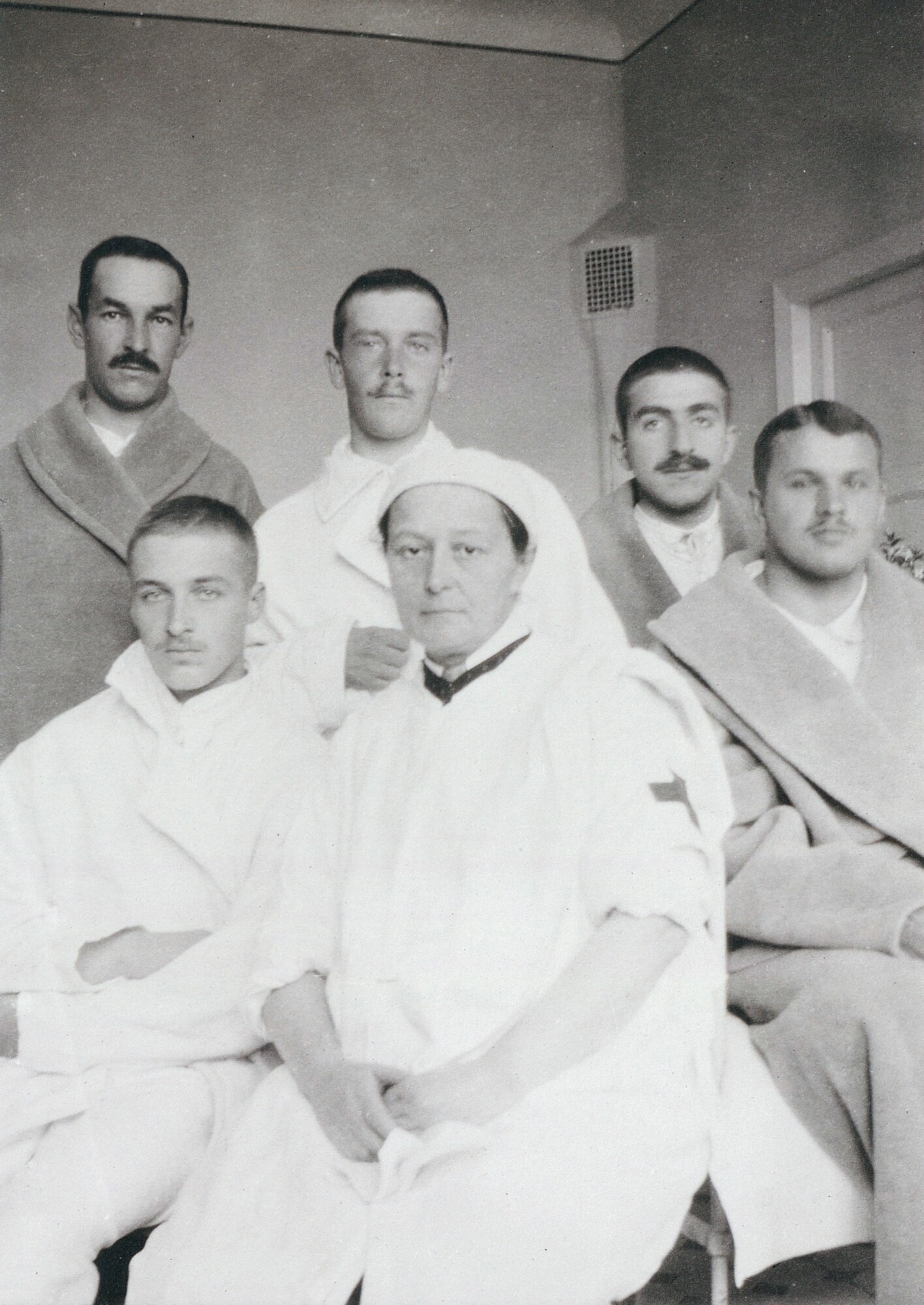
Wera Ignatjewna Gedroiz mit Patienten (1915)

Wera Ignatjewna Gedroiz (russisch Вера Игнатьевна Гедройц; * 7. Apriljul. / 19. April 1870greg. im Dorf Slobodischtsche, Ujesd Brjansk, Gouvernement Orjol; † 16. März 1932 in Kiew) war eine russische bzw. sowjetische Chirurgin, Hochschullehrerin und Dichterin.

## Leben
Gedroiz' Großvater aus alter litauischer Fürstenfamilie hatte am Polnischen Aufstand 1863 teilgenommen und war hingerichtet worden. Ihr Vater Ignati (Ignas) Ignatijewitsch Gedroiz war mit seinem Bruder unter Verlust des Adelstitels ins Gouvernement Samara zu Freunden des Großvaters geflohen, wo er eine Ausbildung und Arbeit in der dortigen Selbstverwaltung erhielt. Er heiratete Darja Konstantinowna Michau, Tochter eines deutschstämmigen Grundherrn und erwarb ein Landgut im Ujesd Brjansk, das er selbst bewirtschaftete. Da die Mutter mit der Hauswirtschaft beschäftigt war, wurde die Erziehung der drei Töchter und zwei Söhne von der Großmutter Natalja Tichonowna Michau übernommen, die in ihrem improvisierten Pensionat den von Wera Gedroiz angeführten örtlichen Kindern Lesen und Schreiben, Französisch, Musik, Gesang und Tanz beibrachte.
Nach einer Reihe von Krankheiten und insbesondere dem Tod ihres geliebten Bruders Sergei entschied sich Gedroiz Ärztin werden zu wollen. Durch einen Brand verlor die Familie ihren Besitz und begann Not zu leiden. Immerhin erhielt der Vater durch Beschluss des Senats in St. Petersburg mit allen seinen Nachkommen den Fürstentitel zurück.
Mit der Lehrerin L. K. Ljubochna, einer Narodniza, im Nachbarort Ljubochna wurde Gedroiz 1883 bekannt und war beeindruckt durch deren Selbständigkeit und Entschlossenheit. Sie las Nikolai Tschernyschewskis Roman Was tun? Im selben Jahr kam sie aufs Brjansker Mädchenprogymnasium, wo sie gleich in die 2. Klasse aufgenommen wurde. Einer ihrer Lehrer war Wassili Rosanow, der sie stark beeinflusste. Wegen des Schreibens von Epigrammen, eines handschriftlichen satirischen Blättchens und eines Streits mit einer Lehrerin wurde sie bald vom Unterricht ausgeschlossen, worauf der Vater sie in Abstimmung mit dem befreundeten Unternehmer Sergei Malzow nach Ljubochna zum Fabrikfeldscher zum Erlernen der Heilkunde geschickt wurde. Dank der Fürsprache Malzows konnte sie ins Progymnasium zurückkehren, in dem sie 1885 ihren Abschluss mit Auszeichnung machte.
Darauf wurde Gedroiz von ihrem Vater zur weiteren Ausbildung nach St. Petersburg geschickt, wo es ihr gelang, in Pjotr Lesgafts Medizinische Kurse aufgenommen zu werden. Nach den erfolgreich bestandenen Abschlussprüfungen riet ihr Lesgaft im Ausland zu studieren, da an russischen Universitäten Frauen nicht zugelassen wurden.
In St. Petersburg schrieb  Gedroiz ihre ersten Gedichte. Mit anderen Studenten besuchte sie revolutionäre Kreise, las Werke Ferdinand Lassalles und beteiligte sich an Proklamationen und Demonstrationen. Die Beerdigung des 1891 verstorbenen Unterstützers der revolutionären Bewegung Nikolai Schelgunow wurde eine revolutionäre Kundgebung, die von der Gendarmerie aufgelöst wurde und Massenverhaftungen am nächsten Tag zur Folge hatte. Auch Gedroiz wurde verhaftet, durchsucht, verhört, unter Polizeiaufsicht gestellt und auf das Anwesen ihres Vaters verbannt. Vom Orjoler Gymnasium erhielt sie 1894 die Anerkennung als Hauslehrerin. Im selben Jahr ging sie eine Scheinehe mit ihrem St. Petersburger Freund Kapitan Nikolai Afanasjewitsch Beloserow ein, um mit der Hilfe von Freunden und gefälschten Pässen zum Medizinstudium in die Schweiz entkommen zu können.
An der Universität Lausanne wurde Gedroiz mit ihrem gefälschten Pass zum Studium zunächst nicht zugelassen. Durch den Volkswillen-Angehörigen und Plechanow-Vertrauten S. M. Schemanow machte sie sich mit dem Physiologen Alexander Alexandrowitsch Herzen (Sohn Alexander Iwanowitsch Herzens) an der Universität Lausanne bekannt, der ihr zu einem Studienplatz in der Medizinischen Fakultät verhalf. Für ihren Lebensunterhalt gab sie Privatunterricht und arbeitete als Assistentin des Augenarztes und Schriftstellers Alexander Skrebizki. Nach der Anatomie im ersten Studienjahr konzentrierte sie sich auf die Chirurgie bei dem Kocher-Schüler César Roux. Auch studierte sie Psychiatrie bei Siegfried Rabow. Sie arbeitete an beiden Lehrstühlen, schrieb Berichte und führte Aufsicht in Kliniken. Im Dezember 1898 schloss sie das Studium mit Auszeichnung ab.
Ein Brief der Mutter forderte Gedroiz zur Rückkehr auf, aber sie folgte dem Rat Rouxs und beteiligte sich am Wettbewerb um eine Assistentenstelle, worauf sie Assistentin am Lehrstuhl für chirurgische Krankheiten wurde. Sie war täglich in der Klinik, nahm an sechs bis zehn Operationen teil und führte nachts Aufsicht. Mit Erfolg verteidigte sie ihre Dissertation für die Promotion zum Doktorin der Medizin und wurde Privatdozentin am Lehrstuhl. Als der Vater in seinem Brief den Tod einer Schwester und die Erkrankung der Mutter mitteilte und um Rückkehr bat, kehrte Gedroiz im Frühjahr 1899 nach Russland zurück.
In Fokino bei Brjansk wurde Gedroiz Fabrikärztin in der 1899 gegründeten Malzow-Portlandzement-Fabrik. Als dort ein unzureichendes Krankenhaus mit 15 Betten eröffnet wurde, ließ sie es als einzige Ärztin am Ort sogleich komplett neu ausstatten. Bald versorgte sie nicht nur die Fabrikarbeiter und ihre Familien, sondern behandelte auch Menschen aus dem gesamten Ujesd. Sie besuchte die Schwerkranken zu Hause und operierte viel. Sie organisierte die sanitär-hygienischen Verhältnisse in den Fabriken und schulte die Ärzte benachbarter Krankenhäuser. Auch bereitete sie sich auf die Prüfungen für das russische Arzt-Diplom vor. Viel Zeit kosteten die ständigen Konflikte mit der Fabrikkommission für die Bewertung schwerer Verletzungen von Arbeitern und Gewährung einer Rente. Im Februar 1903 erhielt sie nach bestandenen Gymnasiums- und Universitätsprüfungen an der Universität Moskau das Diplom mit dem Ärztin-Titel. Ihr Bericht über die Arbeit des medizinischen Fabrikdiensts im selben Jahr auf dem III. Allrussischen Chirurgen-Kongress wurde in der Zeitschrift Chirurgija veröffentlicht. Die schwere Arbeit in Dreck und Armut, die aussichtslose Lage der Fabrikarbeiter, Schwierigkeiten in der Familie und die Nachricht ihrer Freundin Riki Gjudi aus der Schweiz, dass sie nicht nach Russland kommen könne, führte zu einer schweren Depression mit Suizidversuch, und nur der Einsatz der Ärzte aus der Nachbarschaft bei der Fabrikkommission rettete sie.
Im Japanisch-Russischen Krieg meldete sich Gedroiz im Frühjahr 1904 freiwillig für den Einsatz als Chirurgin in einem Krankenzug des Russischen Roten Kreuzes an der Front. Ende September gründete sie mit einer Abteilung des Medizinischen Dienstes ein Lazarett bei einem Dorf in der Mandschurei. Bald wurde sie zur Vorsitzenden der Gesellschaft der Ärzte der Vorderen Nobelgarden gewählt. Infolge der neuartigen Kriegsführung entwickelte sie neue Behandlungsmethoden und organisierte die medizinische Arbeit entsprechend. Dann wurde ihrer Abteilung ein besonders ausgerüsteter Operationswaggon zur Verfügung gestellt. Als am Ende der Schlacht bei Mukden die Einkesselung drohte, beschloss der Ärzterat, die Verwundeten zu evakuieren, und Gedroiz' Zug fuhr als letzter unter Feuer ab. Im März 1905 erhielt sie den Auftrag, den General der  Kavallerie Wassili Gurko zu behandeln. Sie wurde zweimal ausgezeichnet und erhielt die Silbermedaille des Roten Kreuzes.
Im Mai 1905 kehrte Gedroiz nach Fokino zurück und berichtete im Juni in der Brjansker Ärztegesellschaft über ihre Erfahrungen und die Schlussfolgerungen für die Militärmedizin, wodurch sie im ganzen Land bekannt wurde. Bei den Unruhen und Aufständen in den Fabriken wegen der schwierigen Arbeitsbedingungen und niedrigen Löhne während der Revolution 1905 half sie den Arbeiterführern. Sie lernte die Kadetten kennen und wurde Mitglied der Ortsleitung der Partei. Die Scheinehe mit Beloserow wurde entsprechend ihrem Antrag 1905 aufgelöst, worauf sie 1907 den Fürstin-Titel zurückerhielt und ihren Geburtsnamen Gedroiz wieder führen durfte.
Obwohl Gedroiz seit 1906 auf der Kadetten-Liste der Polizei an 1. Stelle stand, wurde ihr die Leitung des Krankenhauses in Ljudinowo übertragen, das das zentrale Krankenhaus im Malzow-Bereich werden sollte. Um das europäische Niveau der medizinischen Versorgung zu erreichen, schaffte sie neue Instrumente und Geräte an, insbesondere Röntgengeräte. Sie führte die Äthernarkose und die bakteriologische Diagnostik ein. Eine Geburtshilfe-Abteilung wurde eröffnet und ein Pathologie-Anatomie-Museum eröffnet. Bald wurde sie Chefchirurgin des Ujesd Schisdra und darauf Chefchirurgin der Fabriken der Malzow-Aktiengesellschaft. Sie sammelte Materialien für eine Dissertation und plante die Herausgabe eines Lehrbuchs. Sie befasste sich nicht nur mit Arbeitsunfällen, sondern auch mit Problemen der Hernie, der Schilddrüse, der Tumoren verschiedener Organe, der Knochentuberkulose und der Geburt.
Die Bekanntschaft mit der Familie des Landschaftsmalers Julius von Klever weckte in Gedroiz die Begeisterung für die Literatur, und sie begann Gedichte, Ballade, Theaterstücke, Erzählungen und Märchen zu schreiben.
Im Winter 1909 wurde Gedroiz zur Eröffnung einer Kinderklinik nach St. Petersburg eingeladen. Dort traf sie sich mit ihrem Freund aus der Kriegszeit Jewgeni Botkin, der Leibarzt der siebenköpfigen kaiserlichen Familie mit fünf Frauen war und sie nun einlud, seine Assistentin zu werden. Dank seiner Empfehlung und ihrer Bekanntheit bor Kaiserin Alexandra Fjodorowna ihr die Stelle einer Oberassistenzärztin des Hofkrankenhauses in Zarskoje Selo an, verbunden mit der VII. Rangklasse, sehr zum Ärger des Oberarztes N. M. Schreider. Darauf zog Gedroiz mit ihrer Mutter nach Zarskoje Selo, wo die Familie von Klever sie einlud, bei ihr zu leben. Sie leitete nun die Abteilungen für Chirurgie und Gynäkologie und war damit die zweitwichtigste Person im Krankenhaus. Auch behandelte sie die kaiserlichen Kinder und führte eine Privatpraxis in der Stadt. Der Konflikt mit dem Oberarzt sorgte für Spannungen mit den Kollegen und viel Ärger mit der Leitung. Der Oberarzt informierte sich sogar bei der Polizei über ihre Zuverlässigkeit, aber ihre früheren Verbindungen zu revolutionären Kreisen wurden nicht aufgedeckt.
Von Klevers Tochter Marija bot Gedroiz die Herausgabe ihrer literarischen Werke an und gestaltete dann selbst das Buch, das Gedroiz wegen der Auswahl der Gedichte und Märchen darin für misslungen hielt. Dabei lernte sie R. W. Iwanow-Rasumnik kennen, der ihr enger Freund wurde.
Bei der Erneuerung der Bekanntschaft mit Wassili Rosanow stellte Gedroiz bei seiner Frau als Erste Multiple Sklerose fest und behandelte sie. Den Dichter Nikolai Gumiljow lernte sie näher kennen, als sie seine Malaria behandelte, und unterstützte ihn finanziell bei der Herausgabe seiner Zeitschrift. Sie nahm an verschiedenen Dichterkreisen und Literarischen Salons teil und lernte praktisch alle bekannten Dichter des Silbernen Zeitalters kennen. Bald schloss sie sich Gumiljows Dichterzunft an, in die auch
Anna Achmatowa, Sergei Gorodezki, Ossip Mandelstam, Michail Senkewitsch, Wladimir Narbut, Maria Skobzowa, Michail Losinski, Michail Kusmin, Wladimir Piast, Alexei Tolstoi, Wiktor Tretjakow u. a. eintraten. Durch  Iwanow-Rasumnik lernte Gedroiz Nikolai Kljujew und Sergei Jessenin kennen. Ihr zweiter Gedichtband erschien 1913. Ihre Gedichte erschienen auch in verschiedenen  Zeitschriften, darunter auch eine Theosophie-Zeitschrift, da sich einige Gedichte an der Esoterik Helena Blavatskys orientierten.
Daneben war Gedroiz weiter wissenschaftlich tätig und hielt Vorträge auf dem X. und XI. Allrussischen Chirurgen-Kongress. An der Universität Moskau verteidigte sie 1912 ihre zweite bei Pjotr Djakonow angefertigte Dissertation über Langzeitergebnisse von Hernien-Operationen nach der Roux-Methode auf der Basis von 268 Operationen mit Erfolg für die Promotion zur Doktorin der Medizin der Fachrichtung Chirurgie. Damit war sie die erste Doktorin der Medizin in Russland.
Nach Beginn des Ersten Weltkriegs wurde Gedroiz Assistentin des Bevollmächtigten des Russischen Roten Kreuzes. Nach ihrem Vorschlag wurde mit Unterstützung der Kaiserin Alexandra Fjodorowna in Zarskoje Selo ein Evakuierungszentrum für Verwundete organisiert, worauf einige Dutzend Lazarette eingerichtet wurden. Sie war nun Oberärztin und führende Chirurgin des im Hofkrankenhaus eingerichteten Lazaretts Nr. 3 und damit nicht mehr dem Oberarzt Schreider unterstellt. Das Lazarett für 30 Offiziere und 200 Soldaten wurde unter der Kontrolle des Kaisers und der Kaiserin mit modernster Medizintechnik ausgestattet. Sie organisierte Ausbildungskurse für die Krankenschwestern und verfasste ein entsprechendes Lehrbuch. Kaiserin Alexandra Fjodorowna und die Großfürstinnen Olga und Tatjana absolvierten auch die Kurse und arbeiteten im Lazarett.
Gedroiz wurde eine enge Vertraute der kaiserlichen Familie und eine Freundin Alexandra Fjodorownas. Nach Meinung W. I. Tschebotarjowas ließ Nikolaus II. seine Frau im Lazarett arbeiten, um den Einfluss Rasputins zu mindern. Bei einem Zugunglück auf der Fahrt von St. Petersburg nach Zarskoje Selo im Januar 1915 wurde Anna Wyrubowa, die engste Vertraute der Kaiserin, schwer verletzt und kam ins Lazarett zu Gedroiz, die eine ungünstige Prognose stellte. Als Wyrubowas Verehrer Rasputin direkt von der Straße verschmutzt ins saubere Krankenzimmer stürmte, packte Gedroiz ihn und warf ihn unter den Augen des Kaisers und der Kaiserin aus dem Gebäude. Sie verlor nicht die Gunst der Kaiserin und erhielt eine goldene Uhr mit dem Staatswappen. Entgegen der Prognose erholte sich Wyrubowa.
Nach der Februarrevolution 1917, die Gedroiz für notwendig und unabdingbar hielt, dankte der Kaiser ab, was sie doch bedauerte. Bald wurde die kaiserliche Familie verhaftet, das Russische Rote Kreuz umorganisiert und das Lazarett Nr. 3 im Hofkrankenhaus aufgelöst. Oberarzt Schreider ließ die Gehaltszahlung an Gedroiz einstellen, da sie nicht mehr im Hofkrankenhaus arbeitete.
Als Vertraute der kaiserlichen Familie wurde für Gedroiz die Situation in Petrograd gefährlich, sodass sie sich als Freiwillige an die Front meldete. Im April 1917 kam sie an die Südwest-Front und wurde einen Monat später ais Oberärztin Leiterin des Desinfektionsdiensts der 6. Sibirischen Schützendivision. Bald wurde sie in den Sanitätsrat gewählt und zur Korps-Chirurgin im Rang eines Oberstleutnants ernannt, was sehr ungewöhnlich für eine Frau war. Im Januar 1918 nach der Oktoberrevolution wurde sie verwundet und nach Kiew evakuiert.
Nach der Gesundung arbeitete Gedroiz in Kiew in einer Kinderpoliklinik und organisierte 1919 eine Klinik für Mund-, Kiefer- und Gesichtschirurgie. Auf Einladung Jewgeni Tschernjachowskis wurde sie 1921 Privatdozentin am Kiewer Medizinischen Institut in der chirurgischen Fakultätsklinik und hielt erstmals eine Kinderchirurgie-Vorlesung. Sie wurde 1923 zur Professorin gewählt. Neben ihrer Arbeit schrieb sie autobiografisch geprägte Novellen.
Während der Verfolgung der behaupteten ukrainischen Freiheitsunion wurde Tschernjachowski 1929 entlassen, dessen Nachfolgerin Gedroiz nun wurde. Ein Jahr später wurde auch sie ohne Pensionsanspruch entlassen. Mit ihren Ersparnissen und Tantiemen kaufte sie sich ein Haus in einem Kiewer Vorort und operierte nur noch im Krankenhaus des Frauenklosters Mariä Schutz und Fürbitte.
Gedroiz erkrankte 1931 an Krebs, ließ sich operieren und starb am 16. März 1932.
Gedroiz' Namen trägt das Krankenhaus in Fokino. In Puschkin wurde 2010 im Rahmen der 300-Jahr-Feier der Stadt am ehemaligen Hofkrankenhaus und jetzigen städtischen Krankenhaus eine Gedroiz-Gedenktafel angebracht. Der Kiewer Stadtrat beschloss im Mai 2023 die Umbenennung der nach der ukrainischen Heldin der Sowjetunion Marija Borowytschenko benannten Straße in die Gedroizstraße.

## Ehrungen, Preise
- Goldmedaille für Eifer am Annenorden-Band (Januar 1905)
- Medaille für Tapferkeit (März 1905)
- Silbermedaille des Roten Kreuzes (Mai 1905)
- Höchstes Abzeichen des Roten Kreuzes (1906)
- Auszeichnungsabzeichen II. Klasse des Roten Kreuzes (1907)
- Bronzemedaille zum Gedenken des Japanisch-Russischen Krieges (1911)
- Silbermedaille für Eifer am Wladimirorden-Band (1914)
- Auszeichnungsabzeichen I. Klasse des Roten Kreuzes (1915)